# Aloe agavefolia
Aloe agavefolia é uma espécie de liliopsida do gênero Aloe, pertencente à família Asphodelaceae.